# 坎西-朗泽库尔
坎西-朗泽库尔（法語：Quincy-Landzécourt，法語發音：[kɛ̃si lɑ̃dzekuʁ]）是法国默兹省的一个市镇，属于凡尔登区。该市镇于1957年由市镇卢瓦松河畔坎西（Quincy-sur-Loison）与朗泽库尔（Landzécourt）合并而成。

## 地理
坎西-朗泽库尔（49°29'39"N, 5°17'48"E）面积12.48 平方千米，位于法国大東部大區默兹省，该省份为法国西北部内陆省份，北与比利时接壤，西接马恩省和阿登省，南至上马恩省和孚日省，东临默尔特-摩泽尔省。
与坎西-朗泽库尔接壤的市镇（或旧市镇、城区）包括：绍旺西堡、巴隆、布鲁埃讷、昂莱瑞维尼、卢瓦松河畔瑞维尼、维尼厄勒苏蒙梅迪。

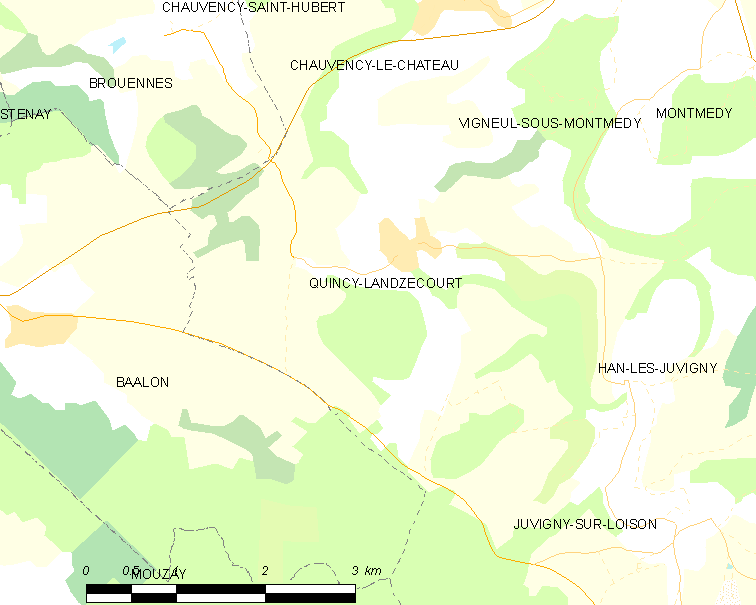
坎西-朗泽库尔的OSM定位图

坎西-朗泽库尔的时区为UTC+01:00、UTC+02:00（夏令时）。

## 行政
坎西-朗泽库尔的邮政编码为55600，INSEE市镇编码为55410。

## 政治
坎西-朗泽库尔所属的省级选区为蒙梅迪县。

## 人口

1962-2008年间坎西-朗泽库尔人口变化图示

坎西-朗泽库尔于2022年1月1日时的人口数量为138人。